# Liste des quartiers de Cincinnati

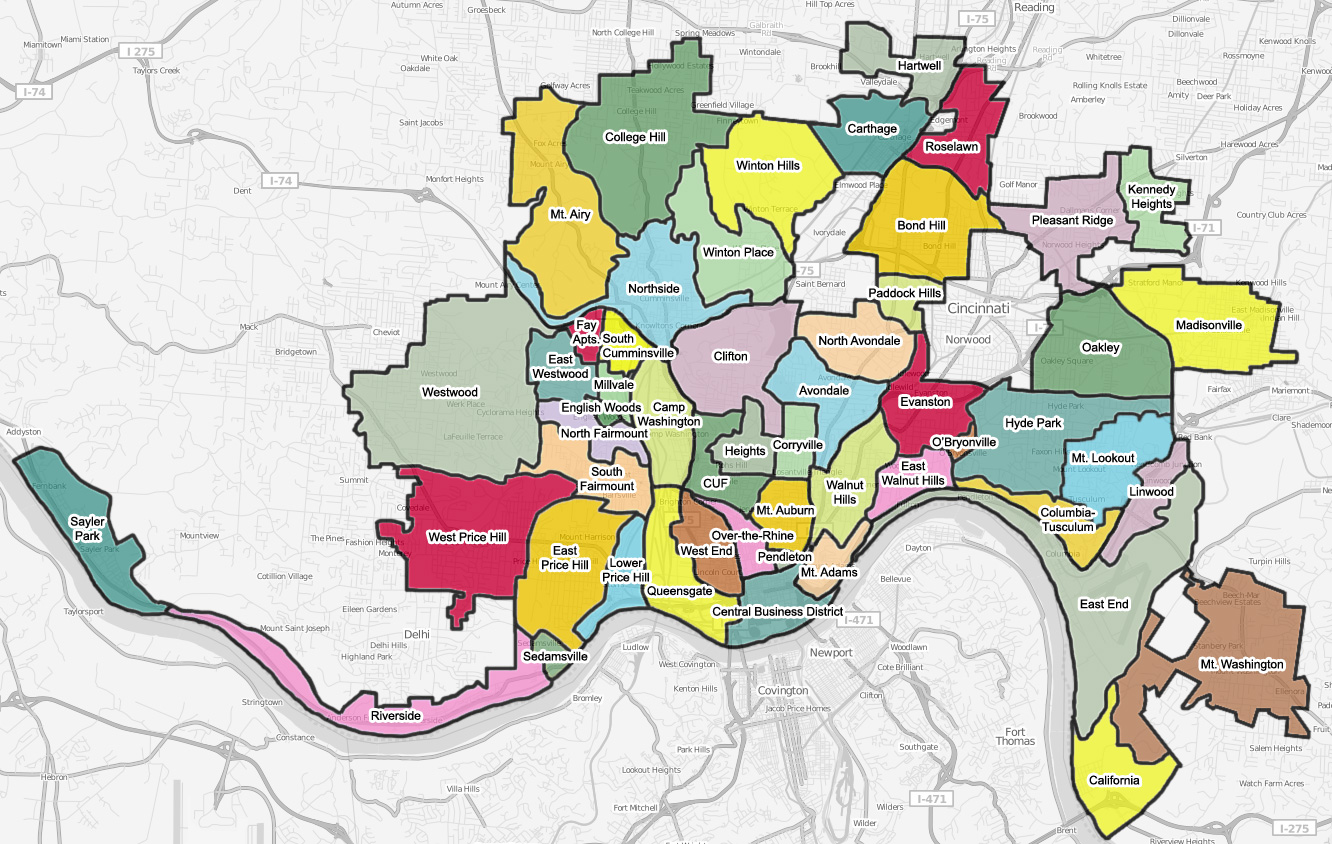
Plan des quartiers de la ville de Cincinnati

Cet article dresse une liste des quartiers de la ville de Cincinnati, dans l'État de l'Ohio aux États-Unis. La ville comporte cinquante-deux quartiers. 

## Liste des quartiers par ordre alphabétique
- Avondale
- Bond Hill
- California
- Camp Washington
- Carthage
- Central Business District and Riverfront
  - The Banks
- Clifton
- CUF
  - Clifton Heights
  - University Heights
  - Fairview
- College Hill
- Columbia-Tusculum
- Corryville
- East End
- East Price Hill
- East Walnut Hills
- East Westwood
- English  Woods
- Fay Apartments
- Evanston
- Hartwell
- Heights
- Hyde Park
- Kennedy Heights
- Linwood
- Lower Price Hill
- Madisonville
- Millvale
- Mt. Adams
- Mt. Airy
- Mt. Auburn
  - Prospect Hill
- Mt. Lookout
- Mt. Washington
- North Avondale
- North Fairmount
- Northside
- Oakley
- O'Bryonville
- Over-the-Rhine
- Paddock Hills
- Pendleton
- Pleasant Ridge
- Price Hill
  - Covedale
- Queensgate
- Riverside
- Roselawn
- Sayler Park
- Sedamsville
- South Cumminsville
- South Fairmount
- Walnut Hills
- West End
- Westwood
- Winton Hills
- Winton Place